# Villac Umu
Villac umu, vrhovni svećenik u Carstvu Inka koji je imao značajnu ulogu u religijskom i društvenom životu Inka. Bio je podređen jedino i izravno vladaru (Sapa Inka) i najčešće je bio s njim u krvnom srodstvu, primjerice jedan od vladarove braće. Vrhovnog svećenika imenovao je sam vladar, a naslov i dužnost je vršio do kraja života.
Vrhovni svećenik je bio svećenik boga Sunca, Intija, koji je, po vjerovanju, bio utemeljitelj carske dinastije, a njegov glavni hram nalazio se u prijestolnici Cuzcu. U posljednjem periodu postojanja država Inke, tkz. Kasnom Carstvu, vrhovni svećenik je ujedno bio i vojni zapovjednik carske vojske.